# Jørgen Dam
Jørgen Aske Nielsen Dam, (født 30. oktober 1941 i Klejtrup) er en tidligere dansk mellemdistanceløber, langdistanceløber og kunstner. Han løb for Viborg Atletikforening. 
Dam er tidligere dansk rekordholder på 2000 meter, 3000 meter, 5000 meter og 10000 meter og deltog ved OL i Tokyo i 1964, men stoppede karrieren umiddelbart derefter. 

## Personlige Rekorder
- 1.500 m 3.47,4 (1964)
- 3.000 m 8.07,0 (1964)
- 5.000 m 14.04,0 (1964)
- 10.000 m 29.43,2 (1964)

## Olympisk deltagelse
- OL i 1964 Tokyo. Han blev nummer 10 i indledende heat på 5000 meter i tiden 14.20,4 min.

## Kunstnerskarrieren
Dam blev i 1961 optaget på Det Kongelige Danske Kunstakademi i København. I årene 1970-1977 underviste han som lektor ved Kunstpædagogisk Skole. I 1970 var han med til at starte grafiker sammenslutning "Trykkerbanden". Han har solgt arbejder til bl.a. Statens Museum for Kunst og Statens Kunstfond. Og har modtaget en række stipendier og legater. Han har været bosat i Japan i flere perioder. 